# IPC (elektronika)
IPC, Association Connecting Electronics Industries  je nezávislá obchodní a normalizační organizace zaměřená na výrobu a vývoj elektroniky. Sdružuje významné nadnárodní organizace z této oblasti. V roce 1957 šlo zejména o desky s plošnými spoji. Později se zaměřuje na celou problematiku montážních technologií elektroniky.
Vedení IPC je v Bannokburn USA, pobočky jsou např. ve Švédsku, Belgii, Rusku, Indii, Číně atp.
Norma IPC-A-610 (Přejímka elektronických sestav) se stala celosvětově používaným dokumentem. Je závaznou rovněž v souboru norem ČSN EN IEC 61191 (Požadavky na osazené desky).
Původní název organizace z roku 1957 byl Institute of Printed Circuits, později IPC, Institute for Interconnecting and Packaging Electronic Circuits.

## Publikované normy IPC (příklady)

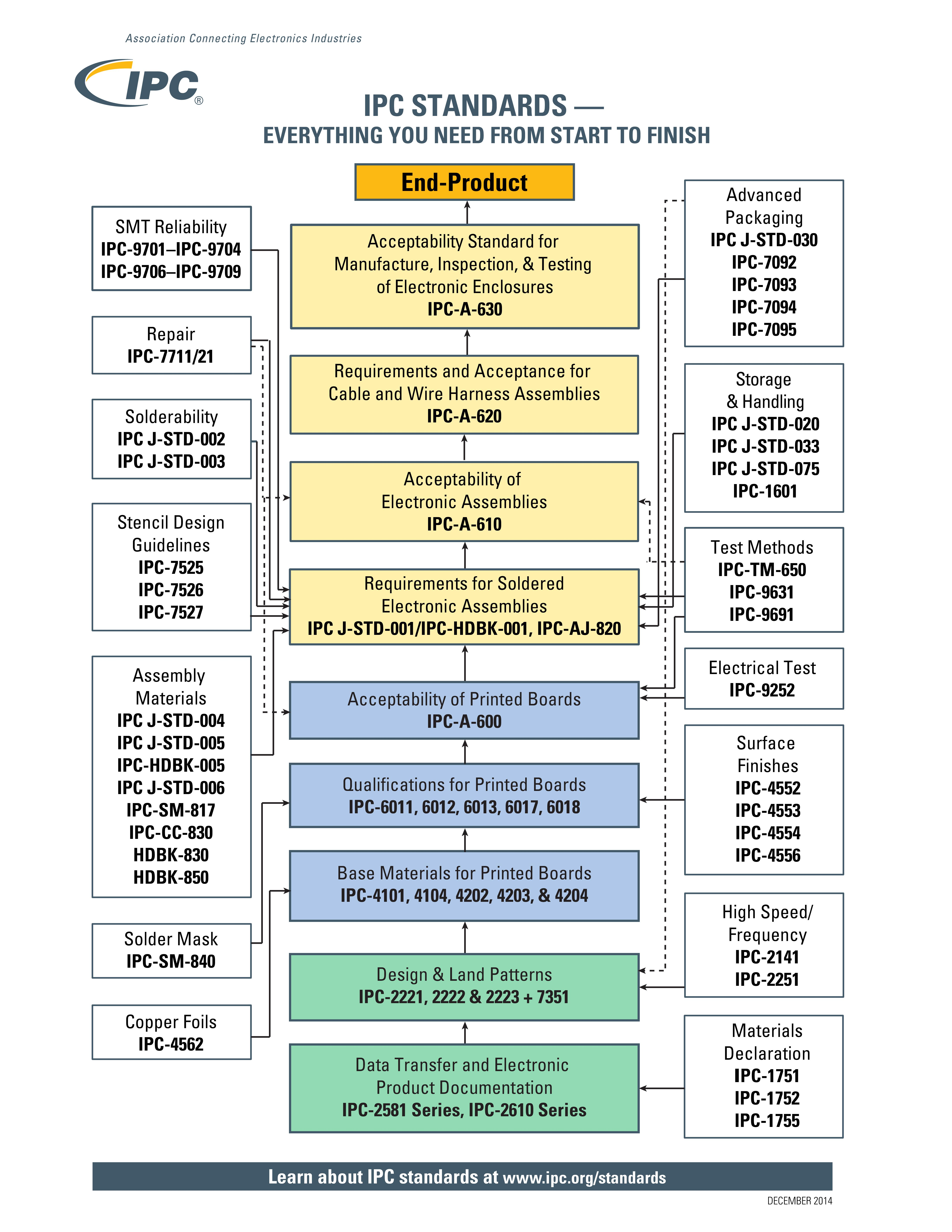
Přehled klasifikace norem IPC, viz Document Revision Table

### Obecné dokumenty
- IPC-T-50 Terms and Definitions
- IPC-2615 Printed Board Dimensions and Tolerances
- IPC-D-325 Documentation Requirements for Printed Boards
- IPC-A-31 Flexible Raw Material Test Pattern
- IPC-ET-652 Guidelines and Requirements for Electrical Testing of Unpopulated Printed Boards

### Specifikace návrhu
- IPC-2612 Sectional Requirements for Electronic Diagramming Documentation (Schematic and Logic Descriptions)
- IPC-2221 Generic Standard on Printed Board Design
- IPC-2223 Sectional Design Standard for Flexible Printed Boards
- IPC-7351B Generic Requirements for Surface Mount Design and Land Pattern Standards

### Specifikace materiálů
- IPC-FC-234 Pressure Sensitive Adhesives Assembly Guidelines for Single-Sided and Double-Sided Flexible Printed Circuits
- IPC-4562 Metal Foil for Printed Wiring Applications
- IPC-4101 Laminate Prepreg Materials Standard for Printed Boards
- IPC-4202 Flexible Base Dielectrics for Use in Flexible Printed Circuitry
- IPC-4203 Adhesive Coated Dielectric Films for Use as Cover Sheets for Flexible Printed Circuitry and Flexible Adhesive Bonding Films
- IPC-4204 Flexible Metal-Clad Dielectrics for Use in Fabrication of Flexible Printed Circuitry

### Specifikace funkčních charakteristik a přejímacích kontrol
- IPC-A-600 Acceptability of Printed Boards
- IPC-A-610 Acceptability of Electronic Assemblies
- IPC-6011 Generic Performance Specification for Printed Boards
- IPC-6012 Qualification and Performance Specification for Rigid Printed Boards
- IPC-6013 Specification for Printed Wiring, Flexible and Rigid-Flex
- IPC-6018 Qualification and Performance Specification for High Frequency (Microwave) Printed Boards
- IPC- 6202 IPC/JPCA Performance Guide Manual for Single- and Double-Sided Flexible Printed Wiring Boards
- PAS-62123 Performance Guide Manual for Single & Double Sided Flexible Printed Wiring Boards
- IPC-TF-870 Qualification and Performance of Polymer Thick Film Printed Boards

### Ohebné sestavy a materiály
- IPC-FA-251 Assembly Guidelines for Single and Double Sided Flexible Printed Circuits
- IPC-3406 Guidelines for Electrically Conductive Surface Mount Adhesives
- IPC-3408 General Requirements for Anisotropically Conductive Adhesives Films

## Normalizační organizace přejímající normy IPC
- ANSI (American National Standards Institute),
- ESDA (ElectroStatic Discharge Association), EOS/ESD Association, Inc.
- JEDEC (Joint Electron Device Engineering Council), JEDEC Solid State Technology Association

## Příklady přejímaných norem IPC
- ANSI/IPC-A-610 Acceptability of Electronic Assemblies (Přijatelnost elektronických sestav)
- JEDEC/IPC JP002 Current tin whiskers theory and mitigation practices guideline (Současná teorie růstu cínových "vousů" (whiskers) a postupy na jejich potlačování)
- IPC/JEDEC J-STD-033D Joint IPC/JEDEC standard for handling, packaging, shipping and use of moisture/reflow sensitive surface-mount devices (Manipulace, balení, zasílání a používání povrchově montovaných součástek citlivých na vlhkost a přetavení)